# Shelter (datorspel)
Shelter är ett datorspel som kretsar kring överlevnad, utvecklat av Might and Delight till Windows och Mac. Det släpptes den 28 augusti 2013 efter att ha gjorts tillgängligt via Steam Greenlight.
I Shelter styr spelaren en grävling som måste skydda och mata sina ungar medan de förflyttar sig till ett nytt gryt. Under färden är ungarna utsatta för faror som rovfåglar och skogsbränder. 
Spelet fick ett positivt mottagande och recensioner som lyfte fram grafiken och ljudet, och den emotionella påverkan som det framkallade. Spelets svårighetsgrad och längd fick blandade reaktioner från recensenter.
En uppföljare, Shelter 2, gavs ut i mars 2015. 

## Spelupplägg
I Shelter kontrollerar spelaren en grävling som leder sina fem ungar från deras gryt till ett nytt hem och måste skydda dem från faror. Längs med vägen blir ungarna hungriga och kräver föda vilket spelaren måste ge dem, antingen genom att fånga byten, som exempelvis rävar, eller genom att hitta frukt och grönsaker. Hot mot ungarna förekommer i olika skepnader i varje del av spelet. 

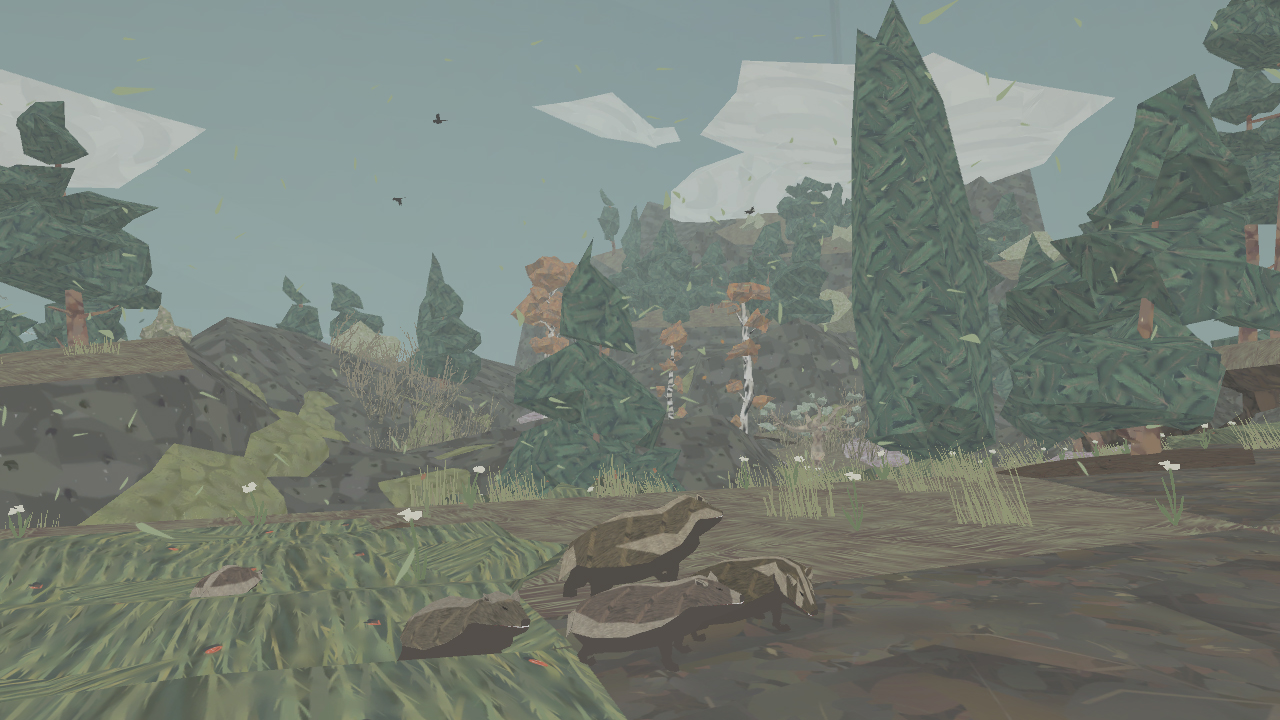
En skärmbild från spelet som visar den spelarstyrda grävlingen med sina ungar.

I de första och senare delarna av spelet finns ytor som innehåller cirkulerande rovfåglar som kan flyga ned och ta med sig en unge om den är oskyddad tillräckligt länge. En sektion i spelet äger rum på natten och ger spelaren ett minskat synfält. I den delen blir ungarna emellanåt skrämda av ljud och kommer springa bort från spelaren, något som kräver att spelaren jagar ifatt dem tills de är inom ett säkert avstånd från modern. Vid ett annat tillfälle måste spelaren färdas genom en skogsbrand och skydda ungarna från den framryckande elden. I en del av spelet får spelaren också i uppdrag att leda ungarna längs en flod som svämmar över.

## Utveckling
Might and Delight påbörjade utvecklingen av Shelter i januari 2013 efter utgivningen av pusselplattformsspelet Pid. Spelet utannonserades och listades på Steam Greenlight i april, godkändes i juli, och släpptes den 28 augusti samma år. I  december 2013 gav Might and Delight ut en gratis add-on till Shelter i vilken spelaren ska ge ungarna mat en gång om dagen i en månad för att hålla dem vid liv.

## Mottagande
| Mottagande      | Mottagande    |
| Samlingsbetyg   | Samlingsbetyg |
| Tjänst          | Betyg         |
| --------------- | ------------- |
| Gamerankings    | 68.79%        |
| Metacritic      | 69/100        |
| Recensionsbetyg |               |
| Publikation     | Betyg         |
| Edge            | 7/10          |
| Eurogamer       | 8/10          |
| Gamespot        | 7/10          |
| Joystiq         | [ 16 ]        |

Shelter möttes med mestadels positiva recensioner och fick 68,79% och 69% på recensionsammanställningssidorna Gamerankings  respektive Metacritic. Kritikerna berömde spelet för dess känsloframkallande natur, där Ben Textor på Hardcore Gamer skrev att ett dödsfall bland ungarna ”orsakar en äkta känsla av förlust”, och att spelets slut, enligt Simon Parkin på Eurogamer, lämnar en ”översköljd med sorg och förvirring.” I Gamespot's recension sade Kevin VanOrd att när en unge dör finns där "en gnagande känsla av misslyckande, inte som en spelare, utan som en förälder med en plikt att skydda dina små.”
Det visuella och ljudet i spelet mottogs generellt väl. Edge skrev att spelet hade ”ett vackert, pastellfärgat lapptäcke.” John Walker på Rock, Paper, Shotgun beskrev spelet i positiva ordalag och kommenterade att spelet var ”löjligt fint”. GameFront's recension var mindre fördelaktig när det kom till grafiken där Jerry Bonner nämnde att de hade ”ett distinkt polygont utseende, som om detta spelet hade utvecklats till det ursprungliga Playstation.” Mike Rose på Gamezebo lyfte fram ljudet och skrev att det var ”helt enkelt enormt, och matchar omgivningarna perfekt.”
Avsaknaden av handledning i spelet fick blandat mottagande; JG Carter på Joystiq beskrev nivån som utspelar sig på natten som ”dåligt förklarad”, och Edge sade att reglerna var ”ibland ... oklara.” Spelets längd kritiserades också för att vara för kort. Mike Rose uttryckte att han fann spelet ”ganska kort”, och Ben Textor sade att spelet var ”något dyrt sett till dess speltid.”

## Uppföljare
Den 9 mars 2015 utgavs en uppföljare, Shelter 2, via Steam. I spelet kontrollerar spelaren ett dräktigt lodjur. Spelare guidar lodjuret som hittar en lya för sin kommande kull av ungar och uppfostrar dem samt lär dem att överleva i naturen. Till skillnad mot sin föregångare är det i Shelter 2 möjligt för spelaren att namnge ungarna. De som överlever en spelgenomgång kan också styras av spelaren och rör sig därmed vidare som nästa generation i familjen.